# Tornei di tennis femminili nel 1955
Prima della nascita del WTA Tour, ossia l'apertura alle tenniste professioniste dei tornei che prima di quell'anno erano riservati alle tenniste dilettanti, tutti gli eventi più importanti erano amatoriali, tra questi c'erano i tornei del Grande Slam: gli Australian Championships, gli Internazionali di Francia, il Torneo di Wimbledon e gli U.S. National Championships.

## Gennaio
| Settimana  | Torneo                                                                          | Vincitore                                           | Finalista                        | Semifinalisti | Eliminati ai quarti |
| ---------- | ------------------------------------------------------------------------------- | --------------------------------------------------- | -------------------------------- | ------------- | ------------------- |
| gennaio    | New Zealand Championships 1955 Wellington, Nuova Zelanda Singolare - Doppio     | Judy Burke 6-2 6-0                                  | Heather Robson                   |               |                     |
| gennaio    | New Zealand Championships 1955 Wellington, Nuova Zelanda Singolare - Doppio     | Judy Burke Elaine Becroft 6-2 6-0                   | Sonia Cox Pat Nettleton          |               |                     |
| gennaio    | New Zealand Championships 1955 Wellington, Nuova Zelanda Singolare - Doppio     | Doppio misto: Elaine Becroft John Barry 3-6 7-5 6-4 | Mark Otway Judy Burke            |               |                     |
| 3 gennaio  | Cumberland Championships 1955 Sydney, Australia Singolare - Doppio              | Beryl Penrose Collier 6-8 6-3 6-4                   | B. Jones                         |               |                     |
| 3 gennaio  | Cumberland Championships 1955 Sydney, Australia Singolare - Doppio              |                                                     |                                  |               |                     |
| 7 gennaio  | Dixie Championships 1955 Tampa, USA Singolare - Doppio                          | Shirley Fry 9-7 8-6                                 | Karol Fageros                    |               |                     |
| 7 gennaio  | Dixie Championships 1955 Tampa, USA Singolare - Doppio                          | Shirley Fry Karol Fageros 6-1 6-2                   | Sara Mae Turber Maggie Beeland   |               |                     |
| 8 gennaio  | South Australian Championships 1955 Adelaide, Australia Erba Singolare - Doppio | Jennifer Staley Hoad 7-5 6-2                        | Fay Muller                       |               |                     |
| 8 gennaio  | South Australian Championships 1955 Adelaide, Australia Erba Singolare - Doppio | Loris Nichols Norma Ellis                           | Jennifer Staley Hoad Betty Orton |               |                     |
| 8 gennaio  | Sydney Manly Seaside Championships 1955 Sydney, Australia Singolare - Doppio    | Thelma Coyne 6-1 6-2                                | Mary Carter-Reitano              |               |                     |
| 8 gennaio  | Sydney Manly Seaside Championships 1955 Sydney, Australia Singolare - Doppio    |                                                     |                                  |               |                     |
| 16 gennaio | Florida West Coast Championships 1955 Saint Petersburg, USA Singolare - Doppio  | Doris Hart 7-9 6-4 7-5                              | Shirley Fry                      |               |                     |
| 16 gennaio | Florida West Coast Championships 1955 Saint Petersburg, USA Singolare - Doppio  | Doris Hart Shirley Fry 6-0 6-0                      | Evelyn Cowan Folwer              |               |                     |
| 23 gennaio | Florida State Championships 1955 Orlando, USA Singolare - Doppio                | Karol Fageros 6-3 9-7                               | Connie Clifton Ball              |               |                     |
| 23 gennaio | Florida State Championships 1955 Orlando, USA Singolare - Doppio                | Karol Fageros Sara Mae Turber 6-3 6-2               | Connie Clifton Ball Joan Curry   |               |                     |
| 30 gennaio | Australian Championships 1955 Adelaide, Australia Singolare - Doppio            | Beryl Penrose Collier 6-4 6-3                       | Thelma Coyne                     |               |                     |
| 30 gennaio | Australian Championships 1955 Adelaide, Australia Singolare - Doppio            | Mary Bevis-Hawton Beryl Penrose Collier 7-5, 6-1    | Nell Hopman Gwen Thiele          |               |                     |

## Febbraio
| Settimana   | Torneo                                                                            | Vincitore                                               | Finalista                                    | Semifinalisti | Eliminati ai quarti |
| ----------- | --------------------------------------------------------------------------------- | ------------------------------------------------------- | -------------------------------------------- | ------------- | ------------------- |
| febbraio    | Philippines International Championships 1955 Manila, Filippine Singolare - Doppio | Desidera Ampon 6-2 7-5                                  | Teresita Cosca                               |               |                     |
| febbraio    | Philippines International Championships 1955 Manila, Filippine Singolare - Doppio |                                                         |                                              |               |                     |
| febbraio    | Scandanavian Covered Court Championships 1955 Oslo, Norvegia Singolare - Doppio   | Angela Mortimer 6-1 6-2                                 | Anne Shilcock                                |               |                     |
| febbraio    | Scandanavian Covered Court Championships 1955 Oslo, Norvegia Singolare - Doppio   | Angela Mortimer Anne Shilcock 6-3 6-2                   | Mary Lagerborg Backstrom Bibbi Gullbrandsson |               |                     |
| febbraio    | Scandanavian Covered Court Championships 1955 Oslo, Norvegia Singolare - Doppio   | Doppio misto: Angela Mortimer Gerald Oakley 5-7 7-5 6-4 | Schou Nielsen Nicola Pietrangeli             |               |                     |
| febbraio    | Franch Covered Court Championships 1955 Parigi, Francia Singolare - Doppio        | Pat Ward-Hales 7-5 6-4                                  | Susan Partridge                              |               |                     |
| febbraio    | Franch Covered Court Championships 1955 Parigi, Francia Singolare - Doppio        | Maud Galtier Josette Billaz 6-3 6-3                     | Suzanne Schmitt Anne Shilcock                |               |                     |
| febbraio    | German Covered Court Championships 1955 Colonia, Germania Singolare - Doppio      | Bibbi Gullbrandsson-Sanden 6-1 1-6 6-3                  | Shirley Bloomer-Brasher                      |               |                     |
| febbraio    | German Covered Court Championships 1955 Colonia, Germania Singolare - Doppio      | Shirley Bloomer-Brasher Pat Ward-Hales 6-2 6-2          | Christiane Mercelis Anne-Marie Seghers       |               |                     |
| febbraio    | German Covered Court Championships 1955 Colonia, Germania Singolare - Doppio      | Doppio misto: Pat Ward-Hales Hugh Stewart 1-6 6-1 7-5   | Erika Vollmer Jean Borotra                   |               |                     |
| 12 febbraio | Northern Suburbs Championships 1955 Sydney, Australia Singolare - Doppio          | Thelma Coyne 6-1 0-6 6-4                                | Beryl Penrose Collier                        |               |                     |
| 12 febbraio | Northern Suburbs Championships 1955 Sydney, Australia Singolare - Doppio          |                                                         |                                              |               |                     |
| 27 febbraio | Masters Invitational 1955 Jacksonville, USA Terra rossa Singolare - Doppio        | Doris Hart                                              | Shirley Fry                                  |               |                     |
| 27 febbraio | Masters Invitational 1955 Jacksonville, USA Terra rossa Singolare - Doppio        |                                                         |                                              |               |                     |
| 27 febbraio | Italian Riviera Championships 1955 San Remo, Italia Singolare - Doppio            | Shirley Bloomer-Brasher 6-2 6-0                         | Elaine Watson                                |               |                     |
| 27 febbraio | Italian Riviera Championships 1955 San Remo, Italia Singolare - Doppio            |                                                         |                                              |               |                     |
| 27 febbraio | Italian Riviera Championships 1955 San Remo, Italia Singolare - Doppio            | Doppio misto: Pat Ward-Hales Hugh Stewart 6-2 6-3       | Annalisa Ullstein-Bellani Renato Gori        |               |                     |

## Marzo
| Settimana | Torneo                                                                                               | Vincitore                                                           | Finalista                               | Semifinalisti | Eliminati ai quarti |
| --------- | --- | ------------------------------------------------------------------- | --------------------------------------- | ------------- | ------------------- |
| 7 marzo   | New South Wales Hard Court Championships 1955 Armidale, Australia Singolare - Doppio                 | Mary Bevis-Hawton 6-2 9-7                                           | Beth Jones                              |               |                     |
| 7 marzo   | New South Wales Hard Court Championships 1955 Armidale, Australia Singolare - Doppio                 |                                                                     |                                         |               |                     |
| 13 marzo  | Colombia International 1955 Barranquilla, Colombia Erba Singolare - Doppio                           | Doris Hart 8-6 7-5                                                  | Dorothy Knode-Head                      |               |                     |
| 13 marzo  | Colombia International 1955 Barranquilla, Colombia Erba Singolare - Doppio                           | Doris Hart Darlene Hard 6-1 6-2                                     | Dorothy Knode-Head Karol Fageros        |               |                     |
| 13 marzo  | Colombia International 1955 Barranquilla, Colombia Erba Singolare - Doppio                           | Doppio misto: Doris Hart Tony Trabert 6-0 6-0                       | Darlene Hard Jerry DeWitts              |               |                     |
| 13 marzo  | Egyptian International Cairo Championships 1955 Il Cairo, Egitto Singolare - Doppio                  | Angela Mortimer 6-0 6-0                                             | Silvana Lazzarino                       |               |                     |
| 13 marzo  | Egyptian International Cairo Championships 1955 Il Cairo, Egitto Singolare - Doppio                  | Angela Mortimer Andree Eid 6-2 6-3                                  | Sonia Menache J. Sideratos              |               |                     |
| 13 marzo  | Egyptian International Cairo Championships 1955 Il Cairo, Egitto Singolare - Doppio                  | Doppio misto: Angela Mortimer Hugh Stewart 6-2 6-3                  | Silvana Lazzarino Fausto Gardini        |               |                     |
| 13 marzo  | Carlton Club Championships 1955 Cannes, Francia Singolare - Doppio                                   | Pat Ward-Hales 6-2 6-4                                              | Shirley Bloomer-Brasher                 |               |                     |
| 13 marzo  | Carlton Club Championships 1955 Cannes, Francia Singolare - Doppio                                   | Pat Ward-Hales Shirley Bloomer-Brasher 6-1 6-4                      | Lorna Cawthorn Elaine Watson            |               |                     |
| 13 marzo  | Carlton Club Championships 1955 Cannes, Francia Singolare - Doppio                                   | Doppio misto: Pat Ward-Hales Tony Mottram 6-2 6-4                   | Shirley Bloomer-Brasher Robert Bedard   |               |                     |
| 13 marzo  | La Jolla Invitation 1955 La Jolla, USA Singolare - Doppio                                            | Beverly Baker-Fleitz 8-6 3-6 6-2                                    | Louise Brough                           |               |                     |
| 13 marzo  | La Jolla Invitation 1955 La Jolla, USA Singolare - Doppio                                            | Dorothy Bundy Cheney Barbara Breit 6-4 6-2                          | Louise Brough Barbara Green             |               |                     |
| 13 marzo  | La Jolla Invitation 1955 La Jolla, USA Singolare - Doppio                                            | Doppio misto: Julia Sampson Rosa Maria Reyes Darmon 6-2 5-7 6-2     | Barbara Breit Pancho Contreras          |               |                     |
| 13 marzo  | Tennis ai II Giochi panamericani Città del Messico, Messico Singolare - Doppio                       | Rosa Maria Reyes Darmon 8-6 2-6 6-3                                 | Yola Ramírez                            |               |                     |
| 13 marzo  | Tennis ai II Giochi panamericani Città del Messico, Messico Singolare - Doppio                       | Rosa Maria Reyes Darmon Esther Reyes 6-1 6-3                        | Edda Buding Graciela Lombardi           |               |                     |
| 13 marzo  | Tennis ai II Giochi panamericani Città del Messico, Messico Singolare - Doppio                       | Doppio misto: Yola Ramírez Gustavo Palafox 6-2 14-12                | Felisa Piedrola de Zappa Enrique Morea  |               |                     |
| 20 marzo  | Torneo di Beaulieu 1955 Cannes, Francia Singolare - Doppio                                           | Shirley Bloomer-Brasher 6-4 6-1                                     | Pat Ward-Hales                          |               |                     |
| 20 marzo  | Torneo di Beaulieu 1955 Cannes, Francia Singolare - Doppio                                           | Pat Ward-Hales Shirley Bloomer-Brasher 6-2 6-0                      | Erika Vollmer Gloria Butler             |               |                     |
| 20 marzo  | Torneo di Beaulieu 1955 Cannes, Francia Singolare - Doppio                                           | Doppio misto: Shirley Bloomer-Brasher Colin Hannam titolo condiviso | Pat Ward-Hales Tony Mottram             |               |                     |
| 25 marzo  | US Indoors 1955 Boston, USA Singolare - Doppio                                                       | Kay Hubbell 8-6 9-7                                                 | Mildred Thornton                        |               |                     |
| 25 marzo  | US Indoors 1955 Boston, USA Singolare - Doppio                                                       | Kay Hubbell Ruth Jeffery 6-3 5-7 6-4                                | Millicent Lang Louise Ganzenmuller      |               |                     |
| 27 marzo  | Egyptian International Alexandria Championships 1955 Alessandria d'Egitto, Egitto Singolare - Doppio | Silvana Lazzarino walkover                                          | Angela Mortimer                         |               |                     |
| 27 marzo  | Egyptian International Alexandria Championships 1955 Alessandria d'Egitto, Egitto Singolare - Doppio | Angela Mortimer Andree Eid 5-7 6-1 6-2                              | Silvana Lazzarino Moon Eman             |               |                     |
| 27 marzo  | Egyptian International Alexandria Championships 1955 Alessandria d'Egitto, Egitto Singolare - Doppio | Doppio misto: Angela Mortimer Hugh Stewart 6-3 6-0                  | Silvana Lazzarino Fausto Gardini        |               |                     |
| 27 marzo  | Gallia Club Championships 1955 Cannes, Francia Singolare - Doppio                                    | Shirley Bloomer-Brasher 6-4 6-2                                     | Pat Ward-Hales                          |               |                     |
| 27 marzo  | Gallia Club Championships 1955 Cannes, Francia Singolare - Doppio                                    | Shirley Bloomer-Brasher Pat Ward-Hales 5-7 7-5 6-1                  | Angela Buxton Joan Curry                |               |                     |
| 27 marzo  | Gallia Club Championships 1955 Cannes, Francia Singolare - Doppio                                    | Doppio misto: Pat Ward-Hales Vladislav Skonecki 6-3 6-3             | Shirley Bloomer-Brasher Robert Bedard   |               |                     |
| 27 marzo  | Good Neighbor Tournament 1955 Miami Beach, USA Singolare - Doppio                                    | Doris Hart 6-4 6-1                                                  | Dorothy Knode-Head                      |               |                     |
| 27 marzo  | Good Neighbor Tournament 1955 Miami Beach, USA Singolare - Doppio                                    | Doris Hart Barbara Breit 6-2 3-6 6-1                                | Dorothy Knode-Head Darlene Hard         |               |                     |
| 27 marzo  | Good Neighbor Tournament 1955 Miami Beach, USA Singolare - Doppio                                    | Doppio misto: Doris Hart Vic Seixas 6-1 13-11                       | Barbara Scofield Davidson Enrique Morea |               |                     |

## Aprile
| Settimana | Torneo                                                                              | Vincitore                                                                                     | Finalista                               | Semifinalisti | Eliminati ai quarti |
| --------- | ----------------------------------------------------------------------------------- | --------------------------------------------------------------------------------------------- | --------------------------------------- | ------------- | ------------------- |
| 3 aprile  | Riviera Championships 1955 Mentone, Francia Singolare - Doppio                      | Shirley Bloomer-Brasher 6-3 7-5                                                               | Pat Ward-Hales                          |               |                     |
| 3 aprile  | Riviera Championships 1955 Mentone, Francia Singolare - Doppio                      | Shirley Bloomer-Brasher Pat Ward-Hales 6-3 3-6 7-5                                            | Angela Buxton Joan Curry                |               |                     |
| 3 aprile  | Caribe Hilton Championships 1955 San Juan, Porto Rico Singolare - Doppio            | Darlene Hard 6-1 6-3                                                                          | Dorothy Knode-Head                      |               |                     |
| 3 aprile  | Caribe Hilton Championships 1955 San Juan, Porto Rico Singolare - Doppio            | Barbara Breit Barbara Scofield Davidson 1-6 6-4 6-4                                           | Betty Rosenquest Pratt Lois Felix       |               |                     |
| 11 aprile | Monte Carlo Cup 1955 Monte Carlo, Monte Carlo Singolare - Doppio                    | Pat Ward-Hales 6-4 6-2                                                                        | Shirley Bloomer-Brasher                 |               |                     |
| 11 aprile | Monte Carlo Cup 1955 Monte Carlo, Monte Carlo Singolare - Doppio                    | Shirley Bloomer-Brasher Angela Buxton 5-7 6-4 6-0                                             | Josette Billaz Susan Partridge          |               |                     |
| 11 aprile | Monte Carlo Cup 1955 Monte Carlo, Monte Carlo Singolare - Doppio                    | Doppio misto: Shirley Bloomer-Brasher Giorgio Fachini 6-1 6-2                                 | Pat Ward-Hales Vladislav Skonecki       |               |                     |
| 13 aprile | Western Australian Championships 1955 Perth, Australia Singolare - Doppio           | Thiele 6-3 6-3                                                                                | June Langley                            |               |                     |
| 13 aprile | Western Australian Championships 1955 Perth, Australia Singolare - Doppio           |                                                                                               |                                         |               |                     |
| 14 aprile | Cuban Championships 1955 L'Avana, Cuba Singolare - Doppio                           | Doris Hart 6-2 6-4                                                                            | Shirley Fry                             |               |                     |
| 14 aprile | Cuban Championships 1955 L'Avana, Cuba Singolare - Doppio                           |                                                                                               |                                         |               |                     |
| 15 aprile | South African Championships 1955 Johannesburg, Sudafrica Singolare - Doppio         | Hazel Redick-Smith 6-4 6-3                                                                    | Lucille Van Der Westhuizen              |               |                     |
| 15 aprile | South African Championships 1955 Johannesburg, Sudafrica Singolare - Doppio         | Beryl Bartlett Gwendy Love 6-4 6-2                                                            | Dora Killian Lucille van der Westhuizen |               |                     |
| 15 aprile | South African Championships 1955 Johannesburg, Sudafrica Singolare - Doppio         | Doppio misto: Hazel Redick Smith Russell Seymour 6-4 6-4                                      | Dora Killian Brian Woodroffe            |               |                     |
| 16 aprile | Australian Hard Court Championships 1955 Launceston, Australia Singolare - Doppio   | Margaret Hellyer 6-4 6-3                                                                      | Pat Parmenter                           |               |                     |
| 16 aprile | Australian Hard Court Championships 1955 Launceston, Australia Singolare - Doppio   |                                                                                               |                                         |               |                     |
| 17 aprile | Nice Lawn Tennis Club Championships 1955 Nizza, Francia Singolare - Doppio          | Anne-Marie Seghers 6-1 6-4                                                                    | Joan Curry                              |               |                     |
| 17 aprile | Nice Lawn Tennis Club Championships 1955 Nizza, Francia Singolare - Doppio          | Josette Amouretti Anne-Marie Seghers 6-3 6-3                                                  | Nelly van der Storm Fenny ten Bosch     |               |                     |
| 17 aprile | Nice Lawn Tennis Club Championships 1955 Nizza, Francia Singolare - Doppio          | Doppio misto: Joan Curry Peter Molloy 6-3 6-3                                                 | Fenny ten Bosch Pierre Darmon           |               |                     |
| 23 aprile | Rothmans Connaught Championships 1955 Chingford, Gran Bretagna Singolare - Doppio   | Angela Mortimer 6-1 6-0                                                                       | Elaine Watson                           |               |                     |
| 23 aprile | Rothmans Connaught Championships 1955 Chingford, Gran Bretagna Singolare - Doppio   | Angela Mortimer Elaine Watson 6-2 6-3                                                         | Barbara Knapp Rosemary Walsh            |               |                     |
| 23 aprile | Rothmans Connaught Championships 1955 Chingford, Gran Bretagna Singolare - Doppio   | Doppio misto: Elaine Watson Roger Becker 3-6 6-4 6-4                                          | Doreen Spiers Mike Davies               |               |                     |
| 23 aprile | Surrey Hard Court Championships 1955 Sutton, Gran Bretagna Singolare - Doppio       | Angela Buxton 6-3 4-6 6-4                                                                     | Shirley Bloomer-Brasher                 |               |                     |
| 23 aprile | Surrey Hard Court Championships 1955 Sutton, Gran Bretagna Singolare - Doppio       | Angela Buxton Pat Hird                                                                        | Hazel Redick Smith Dora Kilian-Shaw     |               |                     |
| 23 aprile | Surrey Hard Court Championships 1955 Sutton, Gran Bretagna Singolare - Doppio       | Doppio misto: Shirley Bloomer-Brasher Bob Howe Titolo condiviso (15-15, sospesa per oscurità) | Lorna Cawthorn Cedric Mason             |               |                     |
| 24 aprile | Cannes Lawn Tennis Club Championships 1955 Cannes, Francia Singolare - Doppio       | Ilse Schuh Proxauf 5-7 8-6 10-8                                                               | C. Triboullier                          |               |                     |
| 24 aprile | Cannes Lawn Tennis Club Championships 1955 Cannes, Francia Singolare - Doppio       |                                                                                               |                                         |               |                     |
| 24 aprile | Cannes Lawn Tennis Club Championships 1955 Cannes, Francia Singolare - Doppio       | Doppio misto: Schuh Proxauf Peter Molloy 6-4 6-2                                              | Francesca Leland Malcolm Fox            |               |                     |
| 24 aprile | River Oaks International Tennis Tournament 1955 Houston, USA Singolare - Doppio     | Ethel Norton 6-3 6-3                                                                          | Peggy Startzman                         |               |                     |
| 24 aprile | River Oaks International Tennis Tournament 1955 Houston, USA Singolare - Doppio     | Ethel Norton Peggy Startzman 6-0 1-6 6-3                                                      | Ruth Naylor Marilyn Montgomery          |               |                     |
| 24 aprile | Paris International Championships 1955 Parigi, Francia Singolare - Doppio           | Ginette Bucaille 6-2 6-3                                                                      | Anne-Marie Seghers                      |               |                     |
| 24 aprile | Paris International Championships 1955 Parigi, Francia Singolare - Doppio           | Anne Shilcock Suzanne Schmitt 6-3 5-7 9-7                                                     | Josette Billaz Susan Patridge Chatrier  |               |                     |
| 24 aprile | Paris International Championships 1955 Parigi, Francia Singolare - Doppio           | Doppio misto: Anne Shilcock Marcel Bernard 9-7 6-4                                            | Maud Galtier Marc Lasry                 |               |                     |
| 30 aprile | British Hard Court Championships 1955 Bournemouth, Gran Bretagna Singolare - Doppio | Angela Mortimer 6-1 6-1                                                                       | Angela Buxton                           |               |                     |
| 30 aprile | British Hard Court Championships 1955 Bournemouth, Gran Bretagna Singolare - Doppio | Shirley Bloomer-Brasher Pat Ward-Hales 6-1 7-5                                                | Angela Mortimer Anne Shilcock           |               |                     |
| 30 aprile | British Hard Court Championships 1955 Bournemouth, Gran Bretagna Singolare - Doppio | Doppio misto: Anne Shilcock Bob Howe 1-6 6-2 6-1                                              | Lorna Cawthorn John Paish               |               |                     |

## Maggio
| Settimana | Torneo                                                                              | Vincitore                                                        | Finalista                               | Semifinalisti | Eliminati ai quarti |
| --------- | ----------------------------------------------------------------------------------- | ---------------------------------------------------------------- | --------------------------------------- | ------------- | ------------------- |
| 7 maggio  | London Hard Court Championships 1955 Hurlingham, Gran Bretagna Singolare - Doppio   | Shirley Bloomer-Brasher 6-1 7-5                                  | Hazel Redick-Smith                      |               |                     |
| 7 maggio  | London Hard Court Championships 1955 Hurlingham, Gran Bretagna Singolare - Doppio   | Shirley Bloomer-Brasher Pat Hird 5-7 6-2 6-4                     | Dora Kilian-Shaw Hazel Redick Smith     |               |                     |
| 7 maggio  | London Hard Court Championships 1955 Hurlingham, Gran Bretagna Singolare - Doppio   | Doppio misto: Dora Kilian-Shaw Bob Howe 6-0 6-0                  | Billie Woodgate Gerald Oakley           |               |                     |
| 8 maggio  | Southern California Championships 1955 Los Angeles, USA Singolare - Doppio          | Beverly Baker-Fleitz 7-5 6-4                                     | Louise Brough                           |               |                     |
| 8 maggio  | Southern California Championships 1955 Los Angeles, USA Singolare - Doppio          | Darlene Hard Mary Arnold Prentiss 0-6 ritiro                     | Louise Brough Barbara Green             |               |                     |
| 8 maggio  | Southern California Championships 1955 Los Angeles, USA Singolare - Doppio          | Doppio misto: Julia Sampson Jerry DeWitts 3-6 6-3 6-3            | Darlene Hard Mike Franks                |               |                     |
| 10 maggio | Internazionali d'Italia 1955 Roma, Italia Terra rossa Singolare - Doppio            | Pat Ward-Hales 6-4 6-3                                           | Erika Vollmer                           |               |                     |
| 10 maggio | Internazionali d'Italia 1955 Roma, Italia Terra rossa Singolare - Doppio            | Christiane Mercelis Pat Ward-Hales 6-4 10-8                      | Fay Muller Beryl Penrose Collier        |               |                     |
| 10 maggio | Internazionali d'Italia 1955 Roma, Italia Terra rossa Singolare - Doppio            | Doppio misto: Beryl Penrose Collier Mervyn Rose titolo condiviso | Pat Ward-Hales Enrique Morea            |               |                     |
| 14 maggio | Guildford Hard Court Championships 1955 Guildford, Gran Bretagna Singolare - Doppio | Hazel Redick-Smith 6-2 4-6 6-4                                   | Dora Kilian-Shaw                        |               |                     |
| 14 maggio | Guildford Hard Court Championships 1955 Guildford, Gran Bretagna Singolare - Doppio | Dora Kilian-Shaw Hazel Redick Smith 2-6 6-1 6-4                  | Bea Walter Georgie Woodgate             |               |                     |
| 14 maggio | Guildford Hard Court Championships 1955 Guildford, Gran Bretagna Singolare - Doppio | Doppio misto: Pat Hird Malcolm Anderson 6-3 7-5                  | Bea Walter Mike Davies                  |               |                     |
| 15 maggio | Torneo Godò 1955 Barcellona, Spagna Singolare - Doppio                              | Erika Vollmer 6-1 4-6 6-2                                        | Connie Clifton Ball                     |               |                     |
| 15 maggio | Torneo Godò 1955 Barcellona, Spagna Singolare - Doppio                              | Beryl Penrose Collier Mary Carter-Reitano 6-3 6-4                | Erika Vollmer Inge Vogler               |               |                     |
| 15 maggio | Torneo Godò 1955 Barcellona, Spagna Singolare - Doppio                              | Doppio misto: Erika Vollmer Owen Williams 3-6 6-2 6-4            | Jennifer Staley Hoad George Worthington |               |                     |
| 22 maggio | Wiesbaden Championships 1955 Wiesbaden, Germania Singolare - Doppio                 | Beverly Baker-Fleitz 6-3 6-2                                     | Elaine Watson                           |               |                     |
| 22 maggio | Wiesbaden Championships 1955 Wiesbaden, Germania Singolare - Doppio                 | Hazel Redick Smith Dora Kilian-Shaw 6-0 6-8 6-2                  | Pat Ward-Hales Elaine Watson            |               |                     |
| 22 maggio | Wiesbaden Championships 1955 Wiesbaden, Germania Singolare - Doppio                 | Doppio misto: Darlene Hard Vic Seixas 8-6 3-6 11-9               | Erika Vollmer Hugh Stewart              |               |                     |

## Giugno
| Settimana | Torneo                                                                          | Vincitore                                                | Finalista                             | Semifinalisti | Eliminati ai quarti |
| --------- | ------------------------------------------------------------------------------- | -------------------------------------------------------- | ------------------------------------- | ------------- | ------------------- |
| 1º giugno | Northern Championships 1955 Manchester, Gran Bretagna Singolare - Doppio        | Doris Hart 9-11 6-2 6-2                                  | Louise Brough                         |               |                     |
| 1º giugno | Northern Championships 1955 Manchester, Gran Bretagna Singolare - Doppio        | Louise Brough Anne Shilcock 7-5 5-7 6-4                  | Doris Hart Bea Walter                 |               |                     |
| 1º giugno | Northern Championships 1955 Manchester, Gran Bretagna Singolare - Doppio        | Doppio misto: Anne Shilcock Bob Howe 6-2 3-6 6-4         | Doreen Spiers Hugh Stewart            |               |                     |
| 5 giugno  | Internazionali di Francia 1955 Parigi, Francia Terra rossa Singolare - Doppio   | Angela Mortimer 2-6 7-5 10-8                             | Dorothy Knode-Head                    |               |                     |
| 5 giugno  | Internazionali di Francia 1955 Parigi, Francia Terra rossa Singolare - Doppio   | Beverly Baker Fleitz Darlene Hard 7-5, 6-8, 13-11        | Shirley Bloomer Brasher Patricia Ward |               |                     |
| 11 giugno | Kent Championships 1955 Beckenham, Gran Bretagna Singolare - Doppio             | Louise Brough 6-2 6-4                                    | Mary Carter-Reitano                   |               |                     |
| 11 giugno | Kent Championships 1955 Beckenham, Gran Bretagna Singolare - Doppio             | Dora Kilian-Shaw Hazel Redick Smith 6-2 6-0              | Pat Hird Angela Buxton                |               |                     |
| 11 giugno | West of England Championships 1955 Bristol, Gran Bretagna Singolare - Doppio    | Doris Hart 6-1 6-3                                       | Dorothy Knode-Head                    |               |                     |
| 11 giugno | West of England Championships 1955 Bristol, Gran Bretagna Singolare - Doppio    | Doris Hart Barbara Scofield Davidson 6-1 6-3             | Daphnee Seeney Fancutt Loris Nichols  |               |                     |
| 13 giugno | Victorian Hard Court Championships 1955 Melbourne, Australia Singolare - Doppio | Marie Toomey Martin 8-6 6-4                              | Pam Southcombe                        |               |                     |
| 13 giugno | Victorian Hard Court Championships 1955 Melbourne, Australia Singolare - Doppio |                                                          |                                       |               |                     |
| 18 giugno | Queen's Club Championships 1955 Londra, Gran Bretagna Erba Singolare - Doppio   | Louise Brough 6-3 6-1                                    | Jean Forbes                           |               |                     |
| 18 giugno | Queen's Club Championships 1955 Londra, Gran Bretagna Erba Singolare - Doppio   | Beverly Baker-Fleitz Darlene Hard 8-6 3-6 6-3            | Anne Shilcock Angela Mortimer         |               |                     |
| 18 giugno | Queen's Club Championships 1955 Londra, Gran Bretagna Erba Singolare - Doppio   | Doppio misto: Beryl Penrose Collier Neale Fraser 6-3 6-2 | Darlene Hard Jean Forbes              |               |                     |
| 28 giugno | Surrey Championships 1955 Surbiton, Gran Bretagna Singolare - Doppio            | Rosemary Walsh 6-4 7-5                                   | Daphnee Seeney Fancutt                |               |                     |
| 28 giugno | Surrey Championships 1955 Surbiton, Gran Bretagna Singolare - Doppio            | Louise Brough Anne Shilcock 6-2 6-1                      | Lois Felix Kay Hubbell                |               |                     |

## Luglio
| Settimana | Torneo                                                                                | Vincitore                                               | Finalista                                   | Semifinalisti | Eliminati ai quarti |
| --------- | ------------------------------------------------------------------------------------- | ------------------------------------------------------- | ------------------------------------------- | ------------- | ------------------- |
| 2 luglio  | Torneo di Wimbledon 1955 Londra, Gran Bretagna Erba Singolare - Doppio                | Louise Brough 7-5 8-6                                   | Beverly Baker-Fleitz                        |               |                     |
| 2 luglio  | Torneo di Wimbledon 1955 Londra, Gran Bretagna Erba Singolare - Doppio                | Angela Mortimer Anne Shilcock 7-5, 6-1                  | Shirley Bloomer-Brasher Pat Ward-Hales      |               |                     |
| 9 luglio  | Irish Championships 1955 Dublino, Irlanda Singolare - Doppio                          | Beverly Baker-Fleitz 6-2 6-2                            | Darlene Hard                                |               |                     |
| 9 luglio  | Irish Championships 1955 Dublino, Irlanda Singolare - Doppio                          | Beverly Baker-Fleitz Darlene Hard 6-0 6-3               | Betty Lombard Mary FitzGibbon               |               |                     |
| 9 luglio  | Irish Championships 1955 Dublino, Irlanda Singolare - Doppio                          | Doppio misto: Darlene Hard Hugh Stewart 4-6 6-3 6-4     | Lorna Cawthorn Bob Howe                     |               |                     |
| 9 luglio  | Midland Counties Championships 1955 Edgbaston, Gran Bretagna Singolare - Doppio       | Hazel Redick-Smith 11-9 2-6 11-9                        | Beryl Penrose Collier                       |               |                     |
| 9 luglio  | Midland Counties Championships 1955 Edgbaston, Gran Bretagna Singolare - Doppio       | Beryl Penrose Collier Mary Carter-Reitano 6-2 6-2       | Fay Muller Loris Nichols                    |               |                     |
| 9 luglio  | Midland Counties Championships 1955 Edgbaston, Gran Bretagna Singolare - Doppio       | Doppio misto: Mary Carter-Reitano Owen Williams 6-4 8-6 | Beryl Penrose Collier Adrian Quist          |               |                     |
| 9 luglio  | Torneo di Harpenden 1955 Harpenden, Gran Bretagna Singolare - Doppio                  | Angela Buxton 6-0 6-0                                   | Renee Schuurman                             |               |                     |
| 9 luglio  | Torneo di Harpenden 1955 Harpenden, Gran Bretagna Singolare - Doppio                  | Renee Schuurman Jennifer Middleton 6-4 8-6              | H. Jarvis Steer                             |               |                     |
| 9 luglio  | New York State Womens Championships 1955 Pelham Manor, USA Singolare - Doppio         | Althea Gibson 6-0 6-3                                   | June Kroeger                                |               |                     |
| 9 luglio  | New York State Womens Championships 1955 Pelham Manor, USA Singolare - Doppio         | Althea Gibson Ivy Cover Ramsey 9-7 6-2                  | June Kroeger Isabel Troccole                |               |                     |
| 10 luglio | Swedish International Hard Court Championships 1955 Båstad, Svezia Singolare - Doppio | Doris Hart 6-3 9-7                                      | Ruth Kaufmann                               |               |                     |
| 10 luglio | Swedish International Hard Court Championships 1955 Båstad, Svezia Singolare - Doppio | Doris Hart L.C. Engdahl 6-4 7-5                         | Alva Bjork Margarette Bonstrom              |               |                     |
| 10 luglio | Swedish International Hard Court Championships 1955 Båstad, Svezia Singolare - Doppio | Doppio misto: Vic Seixas Doris Hart 6-2 6-3             | Vagn Nielsen Enrique Morea                  |               |                     |
| 10 luglio | Tri-State Championships 1955 Cincinnati, USA Singolare - Doppio                       | Mimi Arnold 6-4 6-3                                     | Barbara Breit                               |               |                     |
| 10 luglio | Tri-State Championships 1955 Cincinnati, USA Singolare - Doppio                       | Karol Fageros Mimi Arnold Titolo condiviso              | Yola Ramírez Ochoa Sara Mae Turber          |               |                     |
| 16 luglio | Welsh Championships 1955 Newport, Gran Bretagna Singolare - Doppio                    | Maria Teran de Weiss 1-6 6-1 6-2                        | Ann Haydon Jones                            |               |                     |
| 16 luglio | Welsh Championships 1955 Newport, Gran Bretagna Singolare - Doppio                    | Billie Woodgate Doreen Spiers 1-6 6-0 9-7               | Maria Teran de Weiss Daphnee Seeney Fancutt |               |                     |
| 16 luglio | Middle States Championships 1955 Filadelfia, USA Singolare - Doppio                   | Bunny Vosters 6-0 6-2                                   | Belmar Gunderson                            |               |                     |
| 16 luglio | Middle States Championships 1955 Filadelfia, USA Singolare - Doppio                   | Louise Brough Margaret duPont 6-2 6-8 6-3               | Bunny Vosters Barbara Green                 |               |                     |
| 16 luglio | Torneo di Taubele 1955 Taubele, USA Singolare - Doppio                                | Althea Gibson 6-2 6-1                                   | Carmen Lampe                                |               |                     |
| 16 luglio | Torneo di Taubele 1955 Taubele, USA Singolare - Doppio                                | Isabel Troccole Margaret Disco 6-3 6-4                  | Althea Gibson Ivy Cover Ramsay              |               |                     |
| 16 luglio | US Clay Court Championships 1955 Atlanta, USA Singolare - Doppio                      | Dorothy Knode-Head 6-4 6-3                              | Barbara Breit                               |               |                     |
| 16 luglio | US Clay Court Championships 1955 Atlanta, USA Singolare - Doppio                      | Dorothy Knode-Head Janet Hopps Adkisson 6-2 3-6 6-2     | Pat Shaffer Barbara Breit                   |               |                     |
| 16 luglio | US Clay Court Championships 1955 Atlanta, USA Singolare - Doppio                      | Doppio misto: Yola Ramírez Sam Giammalva 6-3 3-6 6-3    | Janet Hopps Adkisson Gerlad Moss            |               |                     |
| 16 luglio | Düsseldorf Championships 1955 Düsseldorf, Germania Singolare - Doppio                 | Doris Hart 6-2 6-1                                      | Erika Vollmer                               |               |                     |
| 16 luglio | Düsseldorf Championships 1955 Düsseldorf, Germania Singolare - Doppio                 |                                                         |                                             |               |                     |
| 16 luglio | Düsseldorf Championships 1955 Düsseldorf, Germania Singolare - Doppio                 | Doppio misto: Erika Vollmer Mervyn Rose 6-3 4-6 6-3     | Doris Hart Rolf Gopfert                     |               |                     |
| 16 luglio | Essex Championships 1955 Frinton, Gran Bretagna Singolare - Doppio                    | Beryl Penrose Collier 8-6 4-6 6-3                       | Mary Carter                                 |               |                     |
| 16 luglio | Essex Championships 1955 Frinton, Gran Bretagna Singolare - Doppio                    | Beryl Penrose Collier Mary Carter-Reitano 6-1 6-3       | Fay Muller Loris Nichols                    |               |                     |
| 16 luglio | Essex Championships 1955 Frinton, Gran Bretagna Singolare - Doppio                    | Doppio misto: Anne Shilcock Bob Howe 6-3 ritiro         | Beryl Penrose Collier George Worthington    |               |                     |
| 16 luglio | North of England Championships 1955 Hoylake, Gran Bretagna Singolare - Doppio         | Shirley Bloomer-Brasher 6-3 6-0                         | Rita Bentley                                |               |                     |
| 16 luglio | North of England Championships 1955 Hoylake, Gran Bretagna Singolare - Doppio         | Shirley Bloomer-Brasher Georgie Woodgate 6-1 6-1        | Sheila Griffin P. Thompson                  |               |                     |
| 17 luglio | Swiss Championships 1955 Gstaad, Svizzera Singolare - Doppio                          | Hazel Redick-Smith 1-6 6-1 6-4                          | Ruth Kaufmann                               |               |                     |
| 17 luglio | Swiss Championships 1955 Gstaad, Svizzera Singolare - Doppio                          | Hazel Redick Smith Heather Brewer-Segal 1-6 6-3 6-4     | Arlette Halff Josefa de Riba                |               |                     |
| 17 luglio | Swiss Championships 1955 Gstaad, Svizzera Singolare - Doppio                          | Doppio misto: Hazel Redick Smith Ian Vermaak 6-3 6-2    | Heather Brewer-Segal Abe Segal              |               |                     |
| 25 luglio | Pennsylvania Lawn Tennis Championship 1955 Haverford, USA Singolare - Doppio          | Louise Brough 1-6 6-2 6-1                               | Althea Gibson                               |               |                     |
| 25 luglio | Pennsylvania Lawn Tennis Championship 1955 Haverford, USA Singolare - Doppio          | Louise Brough Margaret duPont 6-3 8-6                   | Darlene Hard Barbara Breit                  |               |                     |
| 25 luglio | Pennsylvania Lawn Tennis Championship 1955 Haverford, USA Singolare - Doppio          | Doppio misto:Giocato in un altro momento                |                                             |               |                     |
| 30 luglio | Northumberland Championships 1955 Newcastle, Gran Bretagna Singolare - Doppio         | Jennifer Middleton 6-4 7-5                              | Daphnee Seeney Fancutt                      |               |                     |
| 30 luglio | Northumberland Championships 1955 Newcastle, Gran Bretagna Singolare - Doppio         | Jennifer Middleton Daphnee Seeney Fancutt 4-6 6-2 6-1   | N.T. Seacy Renee Schuurman                  |               |                     |
| 30 luglio | Worthing Hard Court Championships 1955 Worthing, Gran Bretagna Singolare - Doppio     | Ann Haydon Jones 6-3 3-6 6-4                            | S.C. Collett                                |               |                     |
| 30 luglio | Worthing Hard Court Championships 1955 Worthing, Gran Bretagna Singolare - Doppio     | Ann Haydon Jones Sheila Griffin 6-3 6-1                 | Pat Wheeler Robinson                        |               |                     |
| 30 luglio | Canadian Championships 1955 Toronto, Canada Singolare - Doppio                        | Hanna Sladek 8-6 6-0                                    | Connie Bowan                                |               |                     |
| 30 luglio | Canadian Championships 1955 Toronto, Canada Singolare - Doppio                        | Connie Bowan Ann Barclay 5-7 6-2 6-4                    | Hannah Sladek T. Heile                      |               |                     |

## Agosto
| Settimana | Torneo                                                                            | Vincitore                                                 | Finalista                        | Semifinalisti | Eliminati ai quarti |
| --------- | --------------------------------------------------------------------------------- | --------------------------------------------------------- | -------------------------------- | ------------- | ------------------- |
| agosto    | Brumana International 1955 Brummana, Libano Singolare - Doppio                    | Maud Galtier                                              | Daphnee Seeney Fancutt           |               |                     |
| agosto    | Brumana International 1955 Brummana, Libano Singolare - Doppio                    |                                                           |                                  |               |                     |
| 8 agosto  | German Championships 1955 Amburgo, Germania Singolare - Doppio                    | Beryl Penrose Collier 6-4 6-4                             | Erika Vollmer                    |               |                     |
| 8 agosto  | German Championships 1955 Amburgo, Germania Singolare - Doppio                    | Beryl Penrose Collier Mary Carter-Reitano 6-2 8-6         | Erika Vollmer Thilda Dietz       |               |                     |
| 8 agosto  | German Championships 1955 Amburgo, Germania Singolare - Doppio                    | Doppio misto: Erika Vollmer Hugh Stewart 6-4 6-3          | Mary Carter-Reitano Adrian Quist |               |                     |
| 8 agosto  | Eastern Grass Court Championships 1955 Orange, USA Singolare - Doppio             | Barbara Scofield-Davidson 6-4 1-6 6-1                     | Breit                            |               |                     |
| 8 agosto  | Eastern Grass Court Championships 1955 Orange, USA Singolare - Doppio             | Darlene Hard Barbara Breit 6-4 10-8                       | Althea Gibson Dorothy Knode-Head |               |                     |
| 13 agosto | Norfolk Championships 1955 Cromer, Gran Bretagna Singolare - Doppio               | Ann Haydon Jones 6-0 6-1                                  | Durose                           |               |                     |
| 13 agosto | Norfolk Championships 1955 Cromer, Gran Bretagna Singolare - Doppio               | Barbara Knapp Sheila Colebrooke 6-0 6-4                   | Ann Haydon Jones Honor Durose    |               |                     |
| 20 agosto | Torneo di Hunstanton 1955 Hunstanton, Gran Bretagna Singolare - Doppio            | Ann Haydon Jones 6-2 6-1                                  | Mary Harris                      |               |                     |
| 20 agosto | Torneo di Hunstanton 1955 Hunstanton, Gran Bretagna Singolare - Doppio            |                                                           |                                  |               |                     |
| 20 agosto | North of England Championships 1955 Scarborough, Gran Bretagna Singolare - Doppio | Mary Carter-Reitano 6-3 4-6 6-2                           | Beryl Penrose Collier            |               |                     |
| 20 agosto | North of England Championships 1955 Scarborough, Gran Bretagna Singolare - Doppio | Beryl Penrose Collier Mary Carter-Reitano 6-0 6-3         | Fay Muller Loris Nichols         |               |                     |
| 20 agosto | North of England Championships 1955 Scarborough, Gran Bretagna Singolare - Doppio | Doppio misto: Beryl Penrose Collier Sven Davidson 6-4 6-4 | Pat Hird Billy Knight            |               |                     |
| 20 agosto | ATA Central State College Championships 1955 Wilberforce, USA Singolare - Doppio  | Althea Gibson                                             | Stati Uniti (bandiera)           |               |                     |
| 20 agosto | ATA Central State College Championships 1955 Wilberforce, USA Singolare - Doppio  |                                                           |                                  |               |                     |
| 28 agosto | Torneo di Gympie 1955 Gympie, Australia Singolare - Doppio                        | Huddleston 7-5 6-4                                        | Treichel                         |               |                     |
| 28 agosto | Torneo di Gympie 1955 Gympie, Australia Singolare - Doppio                        |                                                           |                                  |               |                     |
| 28 agosto | Istanbul International Championships 1955 Istanbul, Turchia Singolare - Doppio    | Maud Galtier 4-6 6-3 6-1                                  | Daphnee Seeney Fancutt           |               |                     |
| 28 agosto | Istanbul International Championships 1955 Istanbul, Turchia Singolare - Doppio    |                                                           |                                  |               |                     |
| 30 agosto | Essex County Championships 1955 Essex, USA Singolare - Doppio                     | Shirley Fry 7-5 3-6 6-2                                   | Doris Hart                       |               |                     |
| 30 agosto | Essex County Championships 1955 Essex, USA Singolare - Doppio                     | Angela Buxton Angela Mortimer 4-6 6-4 6-2                 | Doris Hart Shirley Fry           |               |                     |

## Settembre
| Settimana    | Torneo                                                                                 | Vincitore                                               | Finalista                                | Semifinalisti | Eliminati ai quarti |
| ------------ | -------------------------------------------------------------------------------------- | ------------------------------------------------------- | ---------------------------------------- | ------------- | ------------------- |
| 4 settembre  | River Plate Championships 1955 Buenos Aires, Argentina Terra rossa Singolare - Doppio  | Edda Buding 6-2 6-2                                     | Nora Bonifacino-Somoza                   |               |                     |
| 4 settembre  | River Plate Championships 1955 Buenos Aires, Argentina Terra rossa Singolare - Doppio  | Edda Buding Ilse Buding 6-2 7-5                         | Nora de Somoza Felicia Piedrola de Zappa |               |                     |
| 4 settembre  | River Plate Championships 1955 Buenos Aires, Argentina Terra rossa Singolare - Doppio  | Doppio misto: Graciela Lombardi Eduardo Soriano 6-2 6-2 | Nora de Somoza Salvador Soriano          |               |                     |
| 4 settembre  | Eastern Mediterranean Championships 1955 Atene, Grecia Singolare - Doppio              | Maud Galtier 6-2 6-4                                    | Christiane Mercelis                      |               |                     |
| 4 settembre  | Eastern Mediterranean Championships 1955 Atene, Grecia Singolare - Doppio              |                                                         |                                          |               |                     |
| 4 settembre  | Sydney Metropolitan Hard Court Championships 1955 Sydney, Australia Singolare - Doppio | Beth Jones 4-6 7-5 6-3                                  | Margaret Hellyer                         |               |                     |
| 4 settembre  | Sydney Metropolitan Hard Court Championships 1955 Sydney, Australia Singolare - Doppio |                                                         |                                          |               |                     |
| 6 settembre  | Maidstone Invitation 1955 East Hampton, USA Singolare - Doppio                         | Darlene Hard 9-7 6-1                                    | Breit                                    |               |                     |
| 6 settembre  | Maidstone Invitation 1955 East Hampton, USA Singolare - Doppio                         | Shirley Bloomer-Brasher Pat Ward-Hales 6-4 4-6 10-8     | Dorothy Knode-Head Dorothy Bundy Cheney  |               |                     |
| 13 settembre | South of England Championships 1955 Eastbourne, Gran Bretagna Erba Singolare - Doppio  | Anne Shilcock 6-4 6-2                                   | Jennifer Middleton                       |               |                     |
| 13 settembre | South of England Championships 1955 Eastbourne, Gran Bretagna Erba Singolare - Doppio  | Joan Curry Pat Hird 4-6 6-3 6-1                         | Anne Shilcock Jennifer Middleton         |               |                     |
| 13 settembre | South of England Championships 1955 Eastbourne, Gran Bretagna Erba Singolare - Doppio  | Doppio misto: Anne Shilcock Russell Seymour 7-5 7-5     | Pat Hird Billy Knight                    |               |                     |
| 14 settembre | U.S. National Championships 1955 New York, USA Erba Singolare - Doppio                 | Doris Hart 6-4 6-2                                      | Pat Ward-Hales                           |               |                     |
| 14 settembre | U.S. National Championships 1955 New York, USA Erba Singolare - Doppio                 | Louise Brough Margaret Osborne 6-3, 1-6, 6-3            | Shirley Fry Doris Hart                   |               |                     |
| 25 settembre | Yugoslavian International Championships 1955 Zagabria, Jugoslavia Singolare - Doppio   | Jadwiga Jędrzejowska 6-4 6-4                            | Marcia Crnadak                           |               |                     |
| 25 settembre | Yugoslavian International Championships 1955 Zagabria, Jugoslavia Singolare - Doppio   |                                                         |                                          |               |                     |
| 26 settembre | Pacific Southwest Championships 1955 Los Angeles, USA Singolare - Doppio               | Beverly Baker-Fleitz 6-1 6-4                            | Breit                                    |               |                     |
| 26 settembre | Pacific Southwest Championships 1955 Los Angeles, USA Singolare - Doppio               | Darlene Hard Barbara Breit 6-3 6-2                      | Dorothy Bundy Cheney Julia Sampson       |               |                     |
| 26 settembre | Pacific Southwest Championships 1955 Los Angeles, USA Singolare - Doppio               | Doppio misto: Beverly Baker-Fleitz Tony Trabert 6-1 9-7 | Darlene Hard Ken Rosewall                |               |                     |

## Ottobre
| Settimana  | Torneo                                                                                      | Vincitore                                                        | Finalista                               | Semifinalisti | Eliminati ai quarti |
| ---------- | ------------------------------------------------------------------------------------------- | ---------------------------------------------------------------- | --------------------------------------- | ------------- | ------------------- |
| ottobre    | Bermuda International Championships 1955 Hamilton, Bermuda Singolare - Doppio               | Sheila Gosling 2-6 6-3 6-1                                       | Pollitt                                 |               |                     |
| ottobre    | Bermuda International Championships 1955 Hamilton, Bermuda Singolare - Doppio               |                                                                  |                                         |               |                     |
| 3 ottobre  | ACT Championships 1955 Canberra, Australia Singolare - Doppio                               | Beth Jones 11-9 6-4                                              | Kay Newcombe                            |               |                     |
| 3 ottobre  | ACT Championships 1955 Canberra, Australia Singolare - Doppio                               |                                                                  |                                         |               |                     |
| 3 ottobre  | Pacific Coast Championships 1955 San Francisco, USA Cemento Singolare - Doppio              | Angela Mortimer 4-6 6-3 6-4                                      | Shirley Bloomer-Brasher                 |               |                     |
| 3 ottobre  | Pacific Coast Championships 1955 San Francisco, USA Cemento Singolare - Doppio              | Angela Mortimer Angela Buxton 7-5 6-3                            | Shirley Bloomer-Brasher Barbara Bradley |               |                     |
| 3 ottobre  | Pacific Coast Championships 1955 San Francisco, USA Cemento Singolare - Doppio              | Doppio misto: Barbara Bradley Enrique Morea 6-2 (solo un set)    | Angela Buxton Gardnar Mulloy            |               |                     |
| 8 ottobre  | British Covered Court Championships 1955 Londra, Gran Bretagna Singolare - Doppio           | Anne Shilcock 6-2 6-4                                            | Pat Ward-Hales                          |               |                     |
| 8 ottobre  | British Covered Court Championships 1955 Londra, Gran Bretagna Singolare - Doppio           | Anne Shilcock Pat Ward-Hales 6-1 6-3                             | Lorna Cawthorn Billie Woodgate          |               |                     |
| 8 ottobre  | British Covered Court Championships 1955 Londra, Gran Bretagna Singolare - Doppio           | Doppio misto: Anne Shilcock Billy Knight 6-2 6-3                 | Doreen Spiers Mike Davies               |               |                     |
| 15 ottobre | Pan American International Championships 1955 Città del Messico, Messico Singolare - Doppio | Angela Mortimer 6-3 6-3                                          | Mary Ann Mitchell                       |               |                     |
| 15 ottobre | Pan American International Championships 1955 Città del Messico, Messico Singolare - Doppio | Angela Mortimer Angela Buxton 6-2 6-2                            | Maria Tapia de Roldan Martha Hernandez  |               |                     |
| 15 ottobre | Pan American International Championships 1955 Città del Messico, Messico Singolare - Doppio | Doppio misto: Melita Ramirez de Castro Enrique Morea 6-4 0-6 6-3 | Yola Ramírez Mario Llamas               |               |                     |
| 16 ottobre | South Coast Championships 1955 Southport, Australia Singolare - Doppio                      | Dorothy Linde 6-1 6-3                                            | B. Buchan                               |               |                     |
| 16 ottobre | South Coast Championships 1955 Southport, Australia Singolare - Doppio                      |                                                                  |                                         |               |                     |
| 16 ottobre | Sydney Metropolitan Grass Court Championships 1955 Sydney, Australia Singolare - Doppio     | Mary Carter-Reitano 6-1 6-1                                      | Margaret Hellyer                        |               |                     |
| 16 ottobre | Sydney Metropolitan Grass Court Championships 1955 Sydney, Australia Singolare - Doppio     | Mary Hawton Beryl Penrose Collier 6-3 6-2                        | Beth Jones Pat Parmentier               |               |                     |
| 23 ottobre | Queensland Hard Court Championships 1955 Nambour, Australia Singolare - Doppio              | Fay Muller 6-0 6-4                                               | Shirley Lee                             |               |                     |
| 23 ottobre | Queensland Hard Court Championships 1955 Nambour, Australia Singolare - Doppio              |                                                                  |                                         |               |                     |

## Novembre
| Settimana   | Torneo                                                                                   | Vincitore                                             | Finalista                          | Semifinalisti | Eliminati ai quarti |
| ----------- | ---------------------------------------------------------------------------------------- | ----------------------------------------------------- | ---------------------------------- | ------------- | ------------------- |
| novembre    | Brazil International Championships 1955 Rio de Janeiro, Brasile Singolare - Doppio       | Ingrid Metzner 6-4 6-3                                | Cecy Carvalho                      |               |                     |
| novembre    | Brazil International Championships 1955 Rio de Janeiro, Brasile Singolare - Doppio       |                                                       |                                    |               |                     |
| 1º novembre | Campionati Internazionali di Sicilia 1955 Messina, Italia Terra rossa Singolare - Doppio | Silvana Lazzarino 6-2 6-4                             | Lea Pericoli                       |               |                     |
| 1º novembre | Campionati Internazionali di Sicilia 1955 Messina, Italia Terra rossa Singolare - Doppio |                                                       |                                    |               |                     |
| 1º novembre | Campionati Internazionali di Sicilia 1955 Messina, Italia Terra rossa Singolare - Doppio | Doppio misto: Lea Pericoli Giorgio Fachini 6-3 6-3    | Nicla Migliori Sergio Jacobini     |               |                     |
| 5 novembre  | Queensland Championships 1955 Brisbane, Australia Singolare - Doppio                     | Mary Carter-Reitano 6-2 3-6 6-1                       | Daphnee Seeney Fancutt             |               |                     |
| 5 novembre  | Queensland Championships 1955 Brisbane, Australia Singolare - Doppio                     | Mary Carter-Reitano Beryl Penrose Collier 6-2 6-3     | Fay Muller Daphnee Seeney Fancutt  |               |                     |
| 5 novembre  | Queensland Championships 1955 Brisbane, Australia Singolare - Doppio                     | Doppio misto: Mary Carter-Reitano Rex Hartwig 7-5 6-4 | Beryl Penrose Collier Neale Fraser |               |                     |
| 5 novembre  | Palace Hotel Covered Court Championships 1955 Torquay, Gran Bretagna Singolare - Doppio  | Angela Mortimer 6-2 6-2                               | Angela Buxton                      |               |                     |
| 5 novembre  | Palace Hotel Covered Court Championships 1955 Torquay, Gran Bretagna Singolare - Doppio  | Angela Mortimer Angela Buxton 6-1 6-4                 | Sheila Griffin Heather MacFarlane  |               |                     |
| 5 novembre  | Palace Hotel Covered Court Championships 1955 Torquay, Gran Bretagna Singolare - Doppio  | Doppio misto: Angela Buxton Mike Davies 6-1 6-2       | Billie Woodgate Bob Howe           |               |                     |
| 14 novembre | Coupe Albert Canet 1955 Parigi, Francia Singolare - Doppio                               | Susan Patridge Chatrier 6-0 6-2                       | Ginette Bucaille                   |               |                     |
| 14 novembre | Coupe Albert Canet 1955 Parigi, Francia Singolare - Doppio                               | Susan Patridge Chatrier Pat Ward-Hales 6-3 6-3        | Maud Galtier Anne-Marie Seghers    |               |                     |
| 19 novembre | New South Wales Championships 1955 Sydney, Australia Singolare - Doppio                  | Mary Bevis Hawton 9-7 9-7                             | Mary Carter-Reitano                |               |                     |
| 19 novembre | New South Wales Championships 1955 Sydney, Australia Singolare - Doppio                  | Mary Carter-Reitano Beryl Penrose Collier 6-2 6-1     | Esme Ashford Mary Bevis-Hawton     |               |                     |
| 27 novembre | Argentina International Championships 1955 Buenos Aires, Argentina Singolare - Doppio    | Ingrid Metzner 6-1 6-4                                | June Hanson                        |               |                     |
| 27 novembre | Argentina International Championships 1955 Buenos Aires, Argentina Singolare - Doppio    | Yola Ramírez Rosa Maria Reyes Darmon 6-4 2-6 6-2      | Maria Ester Bueno Ingrid Metzner   |               |                     |
| 27 novembre | Argentina International Championships 1955 Buenos Aires, Argentina Singolare - Doppio    | Doppio misto: Yola Ramírez Alejo Russell 10-8 6-3     | Luis Ayala Maria Tort              |               |                     |

## Dicembre
| Settimana   | Torneo                                                                           | Vincitore                                                | Finalista                            | Semifinalisti | Eliminati ai quarti |
| ----------- | -------------------------------------------------------------------------------- | -------------------------------------------------------- | ------------------------------------ | ------------- | ------------------- |
| dicembre    | Eastern Province Championships 1955 Port Elizabeth, Sudafrica Singolare - Doppio | Dora Kilian-Shaw 6-1 8-6                                 | Jean Forbes                          |               |                     |
| dicembre    | Eastern Province Championships 1955 Port Elizabeth, Sudafrica Singolare - Doppio |                                                          |                                      |               |                     |
| 10 dicembre | Victorian Championships 1955 Melbourne, Australia Singolare - Doppio             | Mary Bevis-Hawton 6-2 6-2                                | Mary Carter-Reitano                  |               |                     |
| 10 dicembre | Victorian Championships 1955 Melbourne, Australia Singolare - Doppio             | Beryl Penrose Collier Mary Carter-Reitano 6-1 6-2        | Daphnee Seeney Fancutt Fay Muller    |               |                     |
| 10 dicembre | Victorian Championships 1955 Melbourne, Australia Singolare - Doppio             | Doppio misto: Beryl Penrose Collier Neale Fraser 6-4 6-3 | Mary Bevis-Hawton Roy Emerson        |               |                     |
| 11 dicembre | US Hard Court Championships 1955 La Jolla, USA Singolare - Doppio                | Mimi Arnold 6-0 6-0                                      | Pat Todd                             |               |                     |
| 11 dicembre | US Hard Court Championships 1955 La Jolla, USA Singolare - Doppio                | Pat Todd Gracyn Wheeler Kelleher 7-5 6-1                 | Pat Yeomans Estelle Kristensen       |               |                     |
| 18 dicembre | Indian International Championships 1955 New Delhi, India Singolare - Doppio      | Althea Gibson 6-2 6-2                                    | Sachiko Kamo                         |               |                     |
| 18 dicembre | Indian International Championships 1955 New Delhi, India Singolare - Doppio      |                                                          |                                      |               |                     |
| 19 dicembre | Sao Paulo International Tournament 1955 San Paolo, Brasile Singolare - Doppio    | Yola Ramírez                                             | Rosa Maria Reyes Darmon              |               |                     |
| 19 dicembre | Sao Paulo International Tournament 1955 San Paolo, Brasile Singolare - Doppio    | Maria Bueno Ingrid Metzner 6-4 6-3                       | Yola Ramírez Rosa Maria Reyes Darmon |               |                     |